# 东城街道 (菏泽市)
东城街道，是中华人民共和国山東省菏泽市牡丹区下辖的一个乡镇级行政单位。

## 行政区划
东城街道下辖以下地区：
东安社区、双河社区、杨庄社区、仓房社区、利民社区、胜利社区、东和社区、双月社区、东泰社区、东祥社区、谢场社区、打渔店社区和魏海社区。